# 奧塔姆瓦站
奧塔姆瓦站（英語：Ottumwa station）位於衣阿華州瓦佩洛縣（Wapello County）奧塔姆瓦市的一座客運鐵路車站。地址為艾奧瓦州奧塔姆瓦西大街210號。車站始建於1951年，原為芝加哥-伯靈頓-昆西鐵路公司所屬客運車站。現僅有往返于芝加哥和加利福尼亞州舊金山郊區埃默裡維爾的“加州和風”號列車經停。此外，該站也是Ottumwa市內公共運輸的樞紐。
此站站房為芝加哥，伯靈頓和昆西鐵路建造，被列為美國國家歷史性地標（National Register of Historic Places）。2010財年共有12383人次旅客在本站乘降，在衣阿華州六個美鐵車站中排行第三。

## 相關鏈接
- Amtrak - Stations - Ottumwa, IA
- Ottumwa Amtrak Station (USA RailGuide -- TrainWeb) （页面存档备份，存于）

41°01′07″N 92°24′54″W / 41.0186°N 92.4149°W